# Sakaki Hyakusen
Sakaki Hyakusen (japanisch 彭城 百川, eigentlich Sakaki Shin‘en (彭城 真淵), weitere Künstlernamen: Hōshū (蓬洲), Senkan (僊観) und Hassendō (八仙堂); geb. 11. Dezember 1697 in Nagoya; gest. 2. Oktober 1752) war ein japanischer Maler der Nanga-Richtung  während der  mittleren Edo-Zeit.

## Leben und Werk
Sakaki Hyakusen wurde als Sohn eines Pharmazeuten in Nagoya geboren. Er lebte in Kioto, wo er sich zunächst mit der Malerei im Stil der Kanō-Schule und mit der Haikai-Dichtkunst beschäftigte. Dann aber wandte er sich der chinesischen Malerei zu, insbesondere der der Yuan-Dynastie und Ming-Dynastie und wurde so ein früher Vertreter der Nanga-Malerei. Seine Arbeiten sind, ebenso wie die anderer frühen Nanga-Maler, von unterschiedlicher Qualität. Er malte auch im Stil der Yamato-e, malte auch „Haiga“ (俳画), schlicht skizzierte Malereien zu ebenfalls gemalten Haiku. Ein weiteres Gebiet waren „Shinkei“ (真景), Landschaftsmalereien, die existierende Plätze wiedergeben. Hyakusen war beeinflusst von Yosa Buson und anderen Malern der Zeit.
Der Stil seiner Bilder zeigt, dass er zweit- und drittrangige Bilder der Yuan-Zeit und insbesondere der Ming-Zeit, die nach Japan gelangten, als Vorbild nahm und Elemente in seine Bilder integrierte. Sein Gesamtwerk zeigt daher keine Einheitlichkeit, aber es zeigt, wie vor allem, wie frühe japanische Nanga-Maler sich eng an die chinesische  Malweise hielten. Er erhielt den Ehrentitel Hokkyō (法橋) und gehörte zu den wenigen Nanga-Malern, die ihren Lebensunterhalt mit der Malerei verdienen konnten.
Hyakusens bekannteste Arbeiten sind der „Stellschirm mit Landschaften“ (山水図屏風; Wichtiges Kulturgut Japans) aus dem Jahr 1747 im Nationalmuseum Tokio mit den Maßen 160,0 × 368,1 cm und der Stellschirm „Pflaumen und Bambus“ (梅竹図, Baichiku zu) im Besitz der Takeno-Familie.

## Bilder

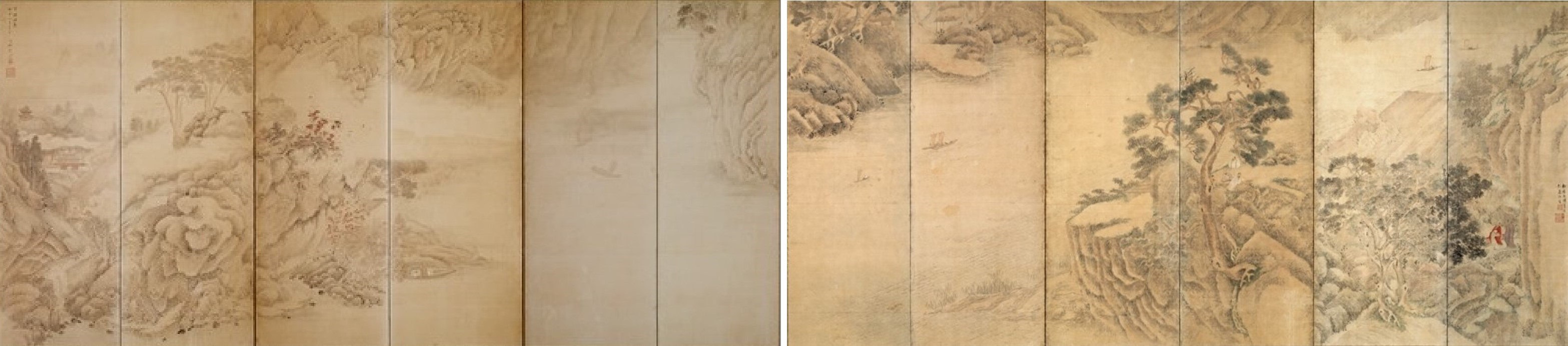
Stellschirmpaar mit Landschaft
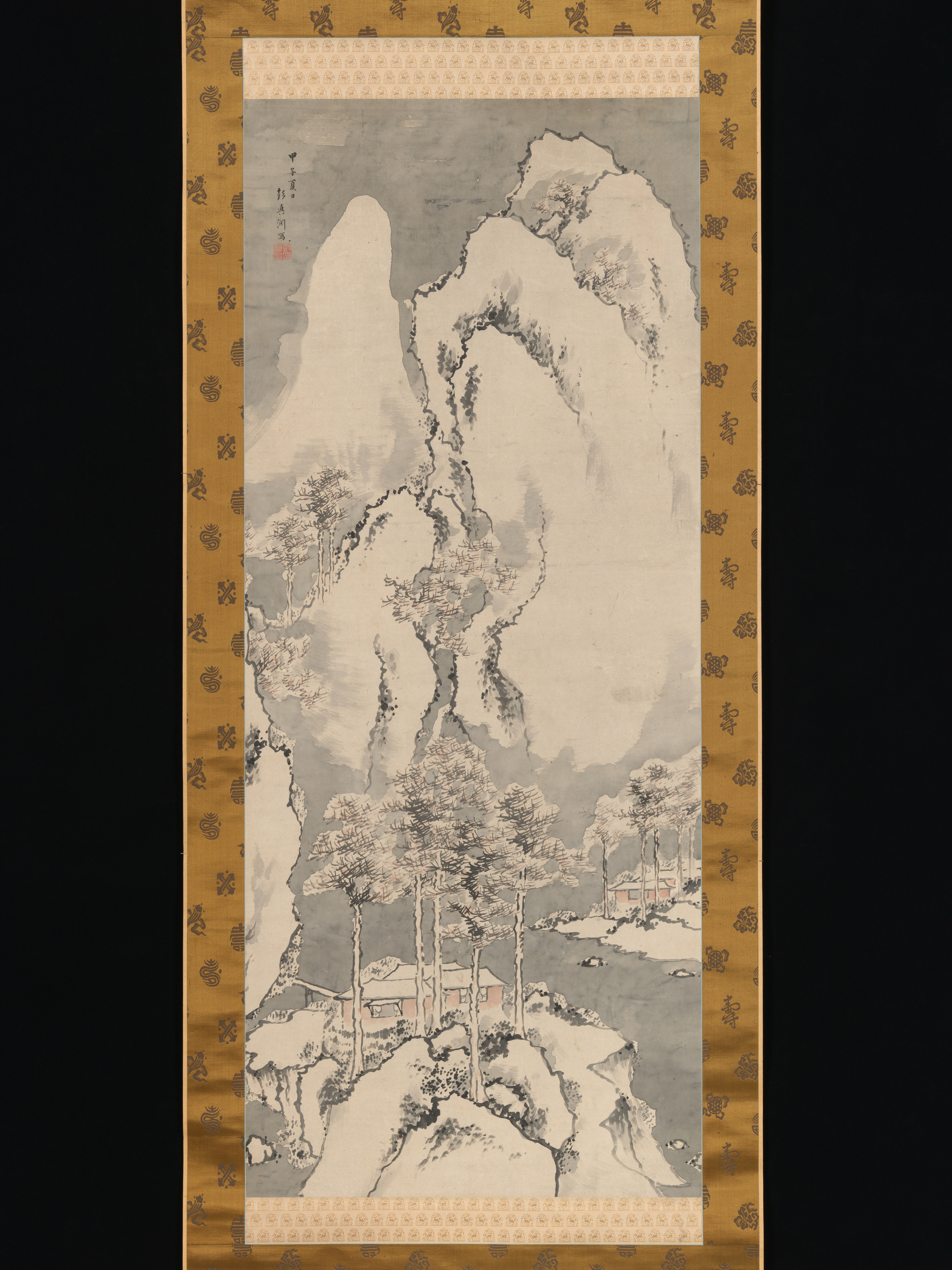
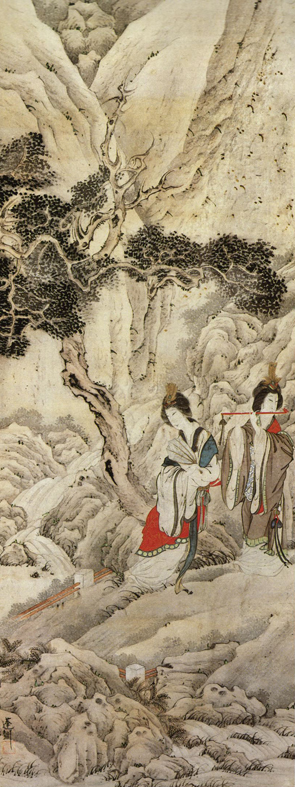

- [2]
- [3]
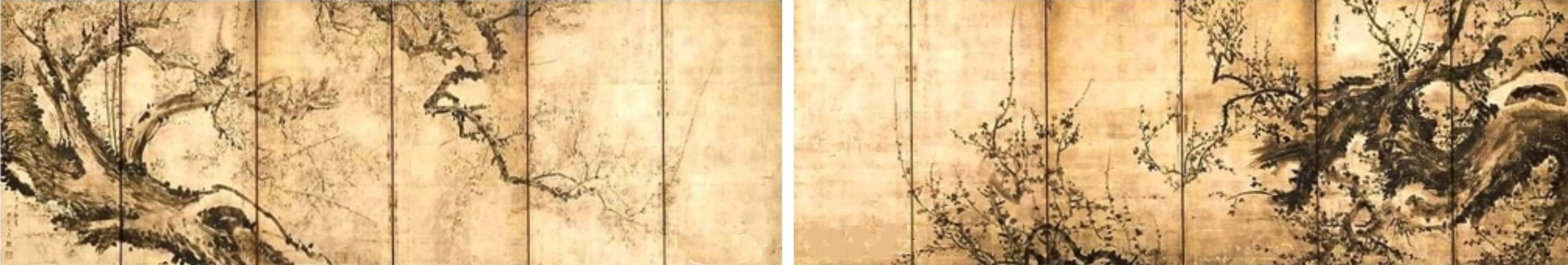
Stellschirmpaar mit Pflaumen